# 主魮
主魮（学名：Barbus hospes）为輻鰭魚綱鯉形目鯉科的其中一個種。分布於非洲南非與納米比亞間的橘河流域，體長可達7.5公分，棲息在開放水域，屬肉食性，以浮游動物及昆蟲等為食。